# Beta Pictoris
Beta Pictoris (β Pic, β Pictoris) là ngôi sao sáng thứ hai trong chòm sao Hội Giá (Pictor). Sao này nằm cách Hệ Mặt Trời 63,4 năm ánh sáng và có khối lượng lớn gấp 1,75 lần và sáng gấp 8,7 lần so với Mặt Trời. Hệ thống sao Beta Pictoris là rất trẻ, chỉ 20-26.000.000 tuổi, mặc dù nó đã nằm trong chuỗi chính của tiến hóa. Beta Pictoris là thành viên mẫu của nhóm di chuyển Beta Pictoris, một hiệp hội của những ngôi sao trẻ có cùng chuyển động trong không gian và có cùng độ tuổi.
Beta Pictoris cho thấy sự phát xạ hồng ngoại vượt mức  so với các ngôi sao bình thường cùng loại, nguyên nhân là do một lượng lớn bụi và khí (bao gồm cả carbon monoxit)  gần ngôi sao này. Quan sát chi tiết cho thấy một đĩa lớn bụi và khí quay quanh ngôi sao, đó là đĩa sao đầu tiên được chụp xung quanh một ngôi sao khác. Ngoài sự hiện diện của nhiều vi thể hành tinh vành đai  và sao chổi hoạt động, có dấu hiệu cho thấy hành tinh đã hình thành trong đĩa này và rằng các quá trình hình thành hành tinh vẫn có thể tiếp diễn. Vật liệu từ đĩa sao Beta Pictoris được cho là nguồn chủ yếu của các thiên thạch liên sao trong Hệ Mặt trời.
Đài thiên văn Nam châu Âu (ESO) đã xác nhận sự hiện diện của một hành tinh, Beta Pictoris b, phù hợp với các dự đoán trước đó, thông qua việc sử dụng hình ảnh trực tiếp, quay quanh mặt phẳng của các mảnh vỡ xung quanh ngôi sao. Hành tinh này hiện là hành tinh ngoài hệ mặt trời gần nhất với ngôi sao của nó từng được chụp: khoảng cách quan sát được gần giống như khoảng cách giữa Sao Thổ và Mặt Trời.

## Vị trí và tầm nhìn
Beta Pictoris là một ngôi sao trong chòm sao phía nam Pictor, Easel, và nằm ở phía tây của ngôi sao sáng Canopus. Theo truyền thống, nó đánh dấu đường âm thanh của con tàu Argo Navis, trước khi chòm sao bị chia cắt. Ngôi sao có cấp sao biểu kiến là 3.861, vì vậy có thể nhìn thấy được bằng mắt thường trong điều kiện tốt, mặc dù ô nhiễm ánh sáng có thể khiến các ngôi sao mờ hơn cường độ 3 nên quá mờ để nhìn thấy. Nó là sao sáng thứ hai trong chòm sao của nó, chỉ kém sao Alpha Pictoris, có cường độ sáng là 3,30.
| Thiên thể đồng hành (thứ tự từ ngôi sao ra) | Khối lượng      | Bán trục lớn (AU) | Chu kỳ quỹ đạo (ngày) | Độ lệch tâm     | Độ nghiêng    | Bán kính |
| ------------------------------------------- | --------------- | ----------------- | --------------------- | --------------- | ------------- | -------- |
| c                                           | 9 MJ            | 2.7               | 1200                  | 0.24            | —             | —        |
| Inner belt                                  | 6.4 AU          | 6.4 AU            | 6.4 AU                | 6.4 AU          | ~89°          | —        |
| b                                           | 12+4 −3 MJ      | 9.2+0.4 −1.5      | 7890 ± 1000           | ~0.1            | 89.01 + 0.36° | 1.65 RJ  |
| secondary disk                              | 130+ AU         | 130+ AU           | 130+ AU               | 130+ AU         | 89 ± 1°       | —        |
| main disk                                   | 16–1450/1835 AU | 16–1450/1835 AU   | 16–1450/1835 AU       | 16–1450/1835 AU | 89 ± 1°       | —        |